# Stefan Lundin
Stefan Bertil Lundin (* 7. Mai 1955 in Korskrogen, Hälsingland) ist ein ehemaliger schwedischer Fußballspieler und -trainer. Der Stürmer musste verletzungsbedingt seine Karriere früh beenden und war bei seinem Amtsantritt 1982 bei Gefle IF der jüngste Trainer in der Geschichte der Allsvenskan. Mittlerweile ist er als Sportfunktionär tätig.

## Werdegang

### Spielerlaufbahn
Lundin zog als Kind mit seiner Familie nach Gävle. Dort begann er beim örtlichen Klub Brynäs IF mit dem Eishockey- und Fußballspielen. Als 14-Jähriger beendete er seine Eishockeyambitionen und konzentrierte sich auf den Fußball. Nachdem die Fußballmannschaft seines Klubs in die Allsvenskan aufgestiegen war, kam er als Nachwuchsspieler in der Spielzeit 1974 zu sieben Erstligaeinsätzen, stieg jedoch mit dem Klub am Saisonende in die Zweitklassigkeit ab.
Vor der Erstliga-Spielzeit 1976 verpflichtete der Erstligist AIK mit Lars-Oscar Nilsson einen neuen Trainer. Der vorher beim Svenska Fotbollförbundet im Jugendbereich tätige Betreuer hatte Lundin beobachtet und verpflichtete den jungen Spieler für den Klub aus dem Stockholmer Vorort Solna. Bei einem Ligaspiel im Mai gegen Landskrona BoIS zog er sich eine Verletzung zu, die sich später als Riss im Fuß herausstellte. Dennoch stand er zehn Tage später im Pokalfinale gegen denselben Verein in der Startelf, musste aber zur Halbzeit aufgrund der Schmerzen ausgewechselt werden. Nach einem 3:0-Erfolg konnte er den Pokalsieg feiern.
Nach einer Spielzeit verließ Lundin AIK und wechselte zum Ligarivalen Örebro SK, da er ab 1977 ein Studium an der Universität Örebro begonnen hatte. Parallel zu seiner Ausbildung zum Socionom kam er jedoch verletzungsbedingt in der Mannschaft um Spieler wie Thomas Nordahl, Ola Rydstrand und Ronald Åhman kaum zum Einsatz. Am Ende der Spielzeit 1978 stieg die Mannschaft trotz eines Trainerwechsels von Benny Lennartsson zu Orvar Bergmark als Tabellenvorletzter in die Zweitklassigkeit ab.
Zunächst beendete Lundin seine Karriere und kehrte nach abgeschlossener Ausbildung nach Gävle zurück. Dort schloss er sich 1980 dem Zweitligisten Gefle IF an, dem mittlerweile die Fußballabteilung seines alten Klubs Brynäs IF beigetreten war. Ein Jahr später beendete er seine aktive Laufbahn.

### Trainerlaufbahn
Lundin übernahm vor der Zweitligaspielzeit 1982 den Trainerposten bei seiner letzten Spielstation Gefle IF. Mit der Mannschaft erreichte er die Relegationsspiele zur Allsvenskan. Nach zwei Siegen über Kalmar FF kehrte der Klub nach fast fünfzigjähriger Unterbrechung in die Erstklassigkeit zurück. Nachdem er mit der Mannschaft in der Erstliga-Spielzeit 1983 Dank des besseren Torverhältnisses gegenüber dem punktgleichen Mitaufsteiger Mjällby AIF den Klassenerhalt geschafft hatte, warb ihn der Ligakonkurrent Halmstads BK als Nachfolger des Niederländers Jan Mak ab. Zwar erreichte er mit dem Verein nur mittlere Positionen in der Allsvenskan, dennoch interessierte sich der portugiesische Klub CS Marítimo für seine Dienste.
Im Sommer 1986 verließ Lundin wie bereits vorher seine Landsleute Sven-Göran Eriksson und Gunder Bengtsson Schweden in Richtung Portugal. In Funchal blieb er jedoch nur eine Spielzeit, in der er mit dem Klub CS Marítimo den zwölften Platz in der Primeira Divisão belegte. Zunächst blieb er im Ausland tätig und übernahm 1988 den norwegischen Klub Moss FK. Mit dem Vorjahresmeister erreichte er den vierten Tabellenplatz und kehrte anschließend nach Schweden zurück.
Lundin übernahm das Training beim Zweitligisten BK Häcken. Nach einem siebten Platz im ersten Jahr der Tätigkeit, führte er die Mannschaft ins Pokalfinale und auf den ersten Platz in der Südstaffel der zweiten Liga. Das Pokalfinale endete mit einer 0:3-Niederlage gegen Djurgårdens IF und in den Aufstiegsspielen zur Allsvenskan scheiterte der Klub nach einem 1:0-Heimsieg durch eine 1:4-Niederlage bei GIF Sundsvall. Auch im folgenden Jahr erreichte er mit der Mannschaft die Aufstiegsrunde, dieses Mal scheiterte sie gegen Helsingborgs IF nach einem 2:2- und einem 1:1-Unentschieden aufgrund der Auswärtstorregel. Lundin verließ daraufhin den Verein und kehrte zu Gefle IF zurück, der ebenso in der zweiten Liga antrat. Zunächst erreichte er mit der Mannschaft vordere Plätze, ohne ins Aufstiegsrennen eingreifen zu können. 1995 gelang hinter Umeå FC die Vizemeisterschaft in der Nordstaffel, die zur Teilnahme an der Relegation berechtigte. Wiederum scheiterte Lundin, dieses Mal durch zwei Niederlagen gegen Östers IF. Nach einer weiteren Spielzeit, in der der siebte Platz belegt wurde, beendete er sein Trainerengagement und wechselte als Sportchef ins Management des Klubs.
Zur Spielzeit 1999 kehrte Lundin auf die Trainerbank zurück, als er vom IFK Göteborg als Co-Trainer von Reine Almqvist verpflichtet wurde. Nachdem dieser im Saisonverlauf aufgrund enttäuschender Ergebnisse entlassen worden war, rückte er zum Cheftrainer des Traditionsvereins auf. Die Spielzeit konnte als Tabellenachter beendet werden und in den folgenden beiden Jahren führte er die Mannschaft jeweils auf den vierten Tabellenrang. Nach einem guten Saisonstart in der Spielzeit 2002 verlor IFK alsbald den Anschluss an die Tabellenspitze und nach dem Ausscheiden gegen den moldawischen Klub Zimbru Chișinău im Qualifikationsdurchgang zum UEFA-Pokal 2002/03 entschied sich die Vereinsführung zur Entlassung Lundins.
Lundin heuerte zur Spielzeit 2003 als Nachfolger von Mats Jingblad bei Örebro SK an. Zwar erreichte er mit der Mannschaft zweimal den achten Tabellenplatz, am Ende seiner zweiten Saison stand jedoch der Lizenzentzug für den Klub aufgrund ökonomischer Probleme. Daraufhin verließ er den Klub und kehrte auf die Trainerbank des Göteborger Klubs BK Häcken zurück. Er lotste den Liganeuling auf den achten Tabellenrang, ehe sich der Verein in der folgenden Spielzeit im Abstiegskampf wiederfand. Ende September entließ ihn die Vereinsführung aus seinem Vertrag und ersetzte ihn durch seinen ehemaligen Chef Almqvist.
Anschließend nahm Lundin ein Angebot des schwedischen Verbandes an, den Posten eines Riksinstruktör mit Zuständigkeitsgebiet Westschweden zu bedecken, und übernahm parallel den Posten des Vorsitzenden der schwedischen Trainervereinigung. Im Sommer 2008 wechselte er als Sportchef zu Svensk Elitfotboll, der Vereinigung der 32 Erst- und Zweitligisten. Hier blieb er bis zum Wechsel in den Ruhestand 2018 im Amt, drei Jahre später trat er bei den Vorstandswahlen bei AIK Fotboll an und wurde im März gewählt.

## Familie
Lundins 1992 geborener Sohn William Lundin musste seine Profikarriere verletzungsbedingt frühzeitig beenden und startete anschließend eine Trainerkarrieren, in der er ebenso in der Allsvenskan tätig war.